# رابرت باکنر
رابرت باکنر (انگلیسی: Robert Buckner؛ ۲۸ مهٔ ۱۹۰۶ – ۱۹۸۹) یک فیلم‌نامه‌نویس، تهیه‌کننده، و روزنامه‌نگار اهل ایالات متحده آمریکا بود.
باکنر دانش‌آموخته دانشگاه ویرجینیا بود

## فیلم‌شناسی
- زندگی با پدر
- احمق آمریکایی خوش‌تیپ
- پیروزی درخشان
- نوت راکنی آمریکایی
- شهر داج